# إغليشا ني كريستو
إغليشا ني كريستو (Iglesia ni Cristo، والتي يرمز لها اختصاراً INC، وتعني كنيسة المسيح) هي كنيسة مسيحية دولية يعود أصلها إلى الفلبين، إذ أنشأها الوزير فيليكس مانالو Felix Manalo سنة 1914، وأصبح أول مدير تنفيذي لها.
تدعي كنيسة إغليشا ني كريستو أنها الكنيسة الوحيدة الحقيقية، وأنها تمثل الاسترداد للكنسية الأصلية التي أسسها المسيح، وأن باقي الكنائس الأخرى مرتدون.
أشار إحصاء أجري سنة 2010 في الفلبين، أن حوالي 2.5 % من السكان هم من أتباع كنيسة INC، مما يجعلها ثالث أكبر ديانة في الفلبين بعد المسيحية الكاثوليكية (80.6%) والإسلام (5.6%).

## المعتقدات
القيم الأساسية لكنيسة المسيح ان الكتاب المقدس هو أساس الإيمان
الوحدانية المطلقة من الله الآب - تؤمن الكنيسة في تدريس المسيح والرسل أن الآب، الخالق وحده هو الله الحقيقي. (يوحنا 17: 1، 3؛ ط 6: 6)
يسوع المسيح، ابن الله - إغليشا ني كريستو يؤمن في يسوع المسيح ابن الله. الله جعله الرب والمخلص. إنه الوسيط الوحيد للإنسان إلى الله. يسوع المسيح هو مقدس ورجل خاص جدا ولكن ليس الله. (متى 3:17؛ أعمال 2:36؛ 5:31؛ أنا تيم 2: 5؛ يوحنا 10:36؛ 8:40؛ أعمال 2:22 سهلة القراءة).
كنيسة المسيح- المؤمنين يؤمنون اعتقادا راسخا بأن كنيسة المسيح هو المسيح واحد أنشئت لخلاص البشرية. ومن أجل الكنيسة أن المسيح أعطى حياته، وبالتالي، فمن هذه الكنيسة أنه سيوفر في يوم القيامة. (مات 16:18؛ أعمال 20:28 لامزا الترجمة؛ إيف 5:23، 25)
معمودية - إغليشا ني كريستو يلاحظ الطريقة التوراتية المعمودية، وهو الانغماس في الماء. تلقي المعمودية في كنيسة المسيح أمر ضروري لكي يصبح أحد تلاميذ المسيح، وأن يغفر من الخطيئة، وأن يكون الأمل في الخلاص (أعمال 8:38؛ يوحنا 3: 23؛ روم 6: 3-5؛ مات 28:19؛ أعمال 2:38؛ مرقس 16: 15-16)
يوم القيامة - تؤمن كنيسة المسيح أن الله عين يوما عندما يحكم كل الناس من خلال المسيح. هذا هو يوم المجيء الثاني للمسيح الذي هو أيضا نهاية العالم. (أعمال 17:31؛ جود 1: 14-15؛ الثاني الحيوانات الأليفة 3: 7، 10)
قيامة المسيح - قيامة المسيح هي الدليل الرئيسي على أن الموتى سيرتفعون. أولئك في المسيح سوف يرتفع أولا ليكون معه إلى الأبد في المدينة المقدسة. أولئك الذين ليسوا من المسيح سوف ترتفع ألف سنة بعد القيامة الأولى أن يلقي في بحيرة النار. (I كور 15: 12-13؛ I ثيس 4: 16-17؛ القس 20: 5-10؛ 21: 1-4)

## تاريخ نشأت الكنيسة وانتشارها

### البدايات[8]
وكان إغليشا ني كريستو أول من بشر بها من قبل الراحل فيليكس واي. مانالو في العاصمة الفلبينية مانيلا. تأسست أول جماعة محلية في بونتا، ستا. آنا. في 27 يوليو 1914، تم تسجيل الكنيسة مع الحكومة الفلبينية. في عام 1915، بدأ الأخ فيليكس مانالو، بوصفه أول رئيس تنفيذي للكنيسة، تدريب المسلعدين لمساعدته في نشر الإنجيل. وبحلول عام 1918، تم إرسال مساعدين ودعاة مبشرين متطوعين إلى مقاطعات حول مانيلا. وفي السنة العاشرة، نظمت أول منطقة كنسية في مقاطعة بامبانغا.

### محليا داخل الفلبين
وبحلول عام 1939، توسعت الكنيسة بالفعل إلى مقاطعة إيلوكوس نورت في شمال لوزون إلى مقاطعة سيبو في فيساياس مع إضافة 14 مقاطعة كنسية. وصلت إلى الجنوب في مينداناو في عام 1946 مع إنشاء منطقة في كوتاباتو. وبعد وفاة الأخ فيليكس مانالو في نيسان / أبريل من عام 1963، أنشأت الكنيسة بالفعل مناطق في أكثر من نصف المقاطعات الفلبينية. تولى الأخ إرانو جي. مانالو الإدارة العامة واستمر عمل وإرث القائد أمامه.

### خارجيا ما وراء البحار
في 27 يوليو 1968، قال الرئيس التنفيذي الراحل، برو. إرانو جي. مانالو، أوفيسياتد في خدمة العبادة الأولى للكنيسة خارج الفلبين. هذا التجمع الذي عقد في شاطئ إيوا، هونولولو، هاواي تميز إنشاء جمعية هونولولو، أول مهمة في الخارج للكنيسة. وفي الشهر التالي، ذهب الرئيس التنفيذي إلى كاليفورنيا لإنشاء جمعية سان فرانسيسكو وقيادة خدمة العبادة الافتتاحية.

## اقرأ أيضاً
- الدين في الفلبين